# Route nationale 551
Pour les articles homonymes, voir Route 551.
La route nationale 551, ou RN 551, est une ancienne route nationale française reliant le Rocher-d'Ongles (commune d'Ongles) à la RN 100B, sur la commune de Théus.

## Histoire
Cette route, créée dans les années 1930, était définie « d'Embrun à Forcalquier ». Avant la mise en eau du barrage de Serre-Ponçon, la route débouchait sur la RN 542 et la RN 100B empruntait un itinéraire différent.
La réforme de 1972 entraîne le déclassement de cette route, l'État confiant la gestion aux départements des Alpes-de-Haute-Provence (prenant effet au 1er janvier 1973) et des Hautes-Alpes (au 1er avril 1973) : elle devient la RD 951.
La RN 551 possédait aussi une antenne de Gigors à Turriers : la RN 551A, elle aussi déclassée.

## Ancien tracé
- Le Rocher-d'Ongles, commune d'Ongles (km 0)
- Saint-Étienne-les-Orgues (km 7)
- Cruis (km 12)
- Mallefougasse-Augès (km 17)
- Châteauneuf-Val-Saint-Donat (km 25)
- Peipin (km 30)

La RN 551 faisait tronc commun avec la RN 85 pour rejoindre Sisteron.
- Sisteron (km 38)
- Nibles (km 52)
- La Motte-du-Caire (km 59)
- Le Caire (km 63)
- Faucon-du-Caire (km 67)
- Col de Sarraut
- Gigors (km 74)
- Bréziers (km 77)
- RN 100B, sur la commune de Théus (km 82)